# Vorarlberger Sprachatlas mit Einschluss des Fürstentums Liechtenstein, Westtirols und des Allgäus
Der Vorarlberger Sprachatlas mit Einschluss des Fürstentums Liechtenstein, Westtirols und des Allgäus (kurz VALTS) ist ein nach dem Vorbild des Sprachatlasses der deutschen Schweiz (SDS) von Eugen Gabriel herausgegebener Sprachatlas, der 1964 mit den ersten Erhebungen begonnen wurde. Das Untersuchungsgebiet umfasst das Fürstentum Liechtenstein, die österreichischen Gebiete Vorarlberg und Westtirol sowie in Deutschland das Allgäu und die diesem benachbarten württembergischen Gemeinden; die Daten der geographisch anschließenden Schweiz sind dem SDS entnommen.

## Methodik
Die Methodik des VALTS ist die direkte Erhebung mittels Interviews mit Fragebuch und direkter Transkription. Er steht damit wie auch der als Vorbild wirkende Sprachatlas der deutschen Schweiz in „romanistischer Tradition“.

### Erhebung
Die Erhebungen fanden im Zeitraum von 1964 bis 1984 in 196 Erhebungsorten statt, wobei vor allem zwischen 1964 und 1968 sowie 1971 und 1977 befragt wurde.

### Fragebuch
Das verwendete Fragebuch enthielt rund 2500 Einzelfragen zu Phonologie, Morphologie, Syntax und Lexik und fußt im Wesentlichen auf dem Fragebuch des Sprachatlasses der deutschen Schweiz.

### Transkription
Der VALTS kennt das im Sprachatlas der deutschen Schweiz verwendete Transkriptionssystem, eine Version von Böhmer-Ascoli beziehungsweise Teuthonista.

### Kartierung
Die Publikation umfasst sieben Teillieferungen mit insgesamt 1198 Karten zu phonetisch-phonologischen, morphologischen und lexikalischen Phänomenen.